# Marc Gual Huguet
Marc Gual Huguet (Badalona, 13 de març de 1996) és un futbolista professional català que juga com a davanter pel Legia Varsòvia.

## Carrera de club
Gual va representar el CF Badalona i el FC Barcelona en categories inferiors, abans d'ingressar al planter del RCD Espanyol el 2013. Va debutar amb el RCD Espanyol B el 4 d'octubre de 2015, jugant com a titular en un empat 1–1 a casa contra el València CF Mestalla en un partit de Segona Divisió B.
Gual va marcar el seu primer gol com a sènior el 3 de gener de 2016, el primer del seu equip en un empat 2–2 a fora contra el Vila-real CF B. El 12 de març, va marcar un doblet en una victòria per 4 a 0 a casa contra el CE Olímpic de Xàtiva.
El 9 de novembre de 2016, Gual va signar contracte per tres anys amb un altre filial, el Sevilla Atlético de Segona Divisió, principalment com a substitut del lesionat Carlos Fernández i de Maryan Shved. Va fer el seu debut com a professional deu dies després, sortint com a titular, i marcant el segon gol del seu equip en un empat 2 a 2 fora de casa contra el RCD Mallorca.
El 9 d'abril de 2017, Gual va marcar un doblet en una derrota per 2 a 3 a fora contra l'Elx CF. Set dies després, va marcar un hat-trick en una victòria a casa per 6 a 2 contra el Reial Valladolid.
El 9 d'agost de 2018, Gual fou cedit al Reial Saragossa, de segona divisió, per un any. El 28 de juny de l'any següent, fou cedit al Girona FC, acabat de descendir.
El 30 de gener de 2020, Gual va anar cedit al Reial Madrid Castella de Segona B, per la resta de la temporada. L'1 de setembre, va fitxar per dos anys amb l'AD Alcorcón de segona divisió.
Gual va rescindir el seu contracte amb l'Alcorcón el 7 de gener de 2022. Després va signar amb el club SC Dnipro-1 de la Liga Premier d'Ucraïna fins a l'estiu del 2024. Només 42 dies després del seu fitxatge, i abans de la represa de la temporada ucraïnesa després de les vacances d'hivern, la lliga es va suspendre a causa de la invasió russa i va sortir del país.
La FIFA va suspendre els contractes de tots els jugadors i entrenadors estrangers afiliats a l'Associació Ucraïnesa de Futbol el 7 de març de 2022.
Setze dies després, Gual va fitxar pel Jagiellonia Białystok polonès, de l'Ekstraklasa, fins al final de l'la temporada. En el seu debut el 3 d'abril, va marcar el gol guanyador al setè minut del temps afegit en una victòria a casa per 2-1 contra el Zagłębie Lubin. El 28 de juny, la seva cessió es va prorrogar un any més.
L'11 de maig de 2023, Gual va signar un contracte de tres anys amb el Legia Varsòvia, vigent a partir de l'1 de juliol.